# 爱情喜剧
爱情喜剧（日語：ラブコメディ，简称），又稱戀愛喜劇，是一种存在于日本漫画、动画、游戏、电视剧、小说等题材作品的类型。是主要以恋爱为主题的、喜剧要素强烈的明快风格的作品。

## 语源
爱情喜剧是一个和制英语。直接使用英语中表示“爱”和“喜剧”的两个词结合而成。

## 关联项目
- 浪漫喜剧
- 日本動畫
- 後宮型作品